# 下午

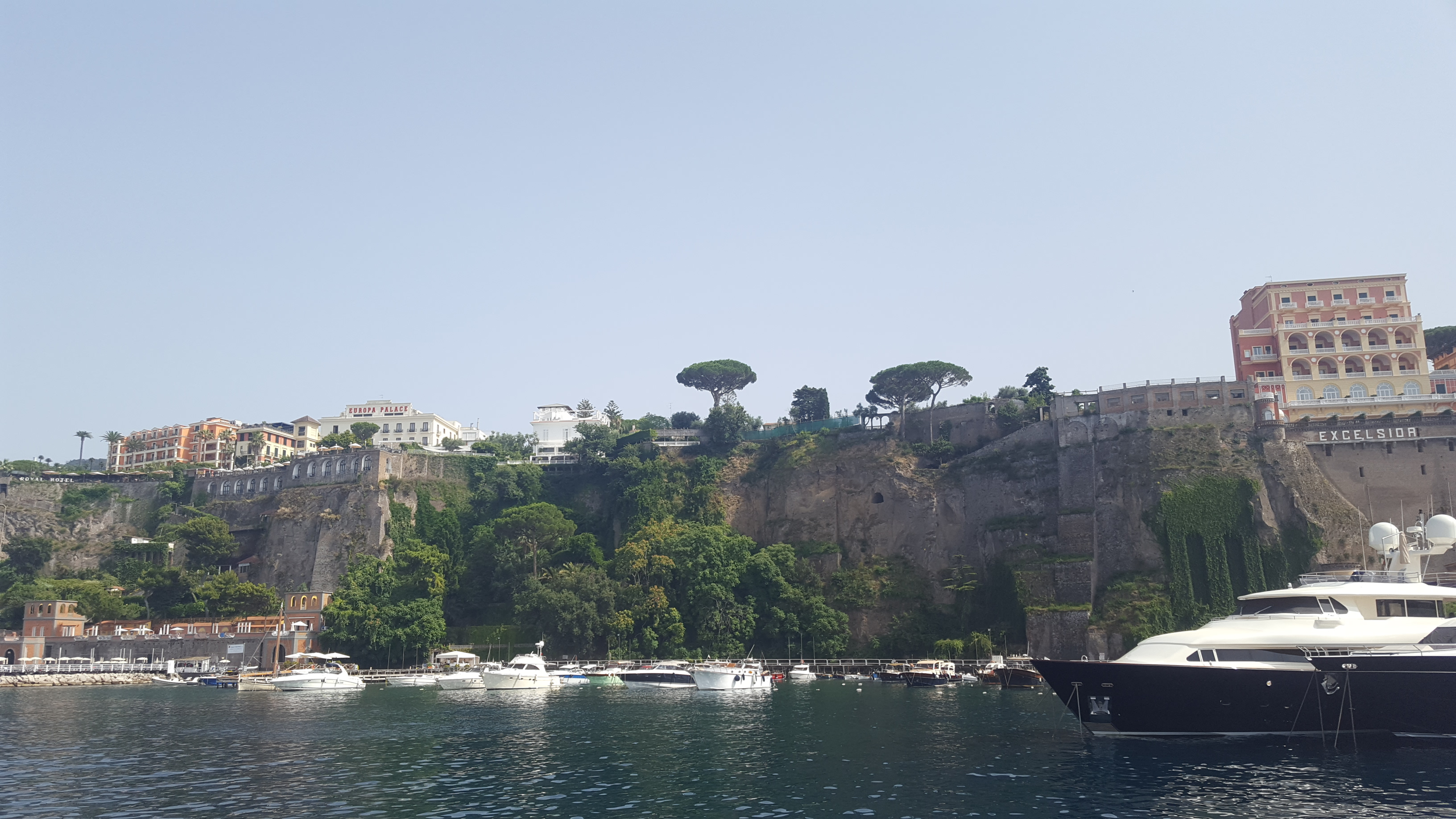
下午稍後時間的索倫托海灣

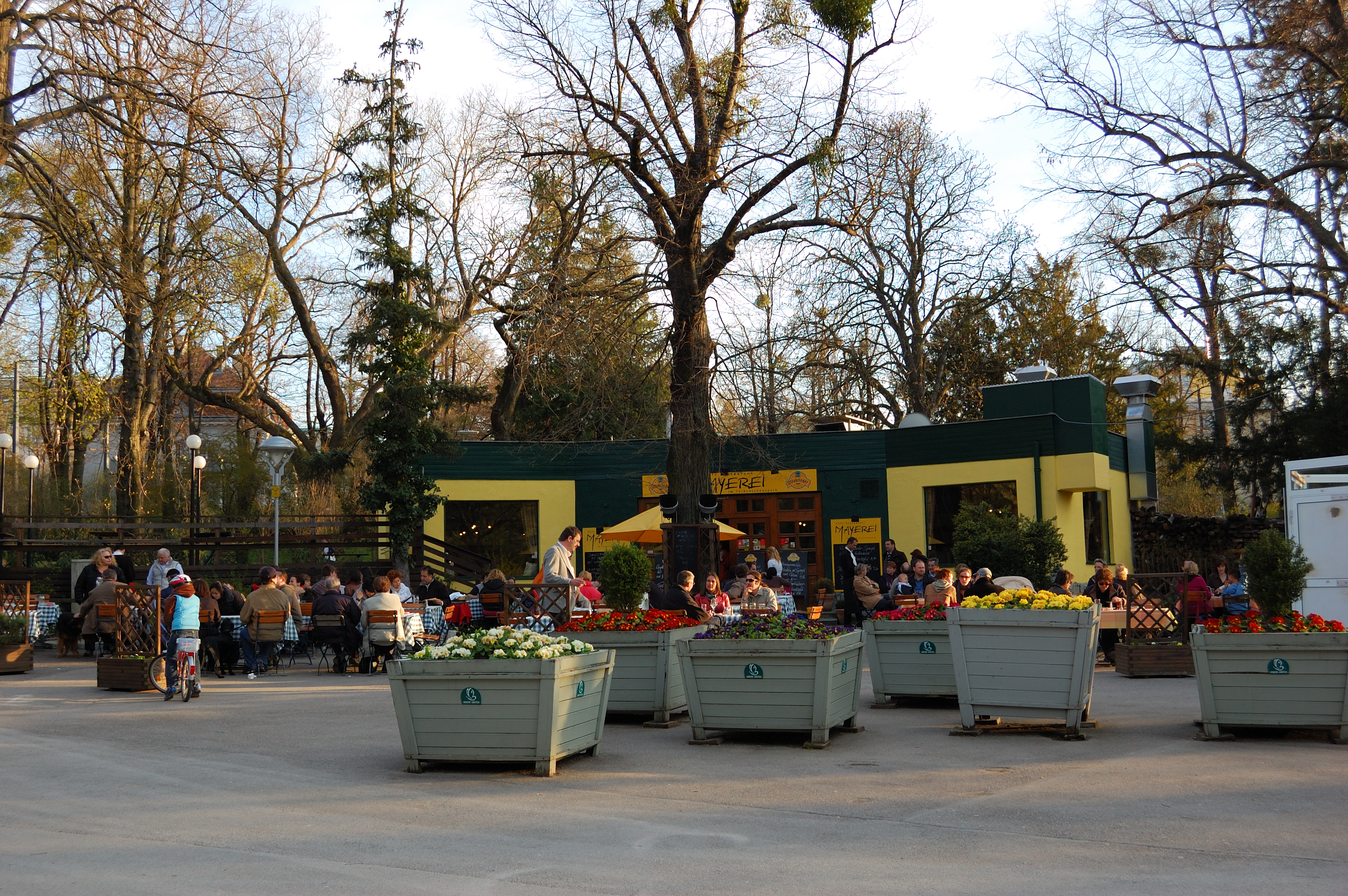
下午的维也纳土耳其公园

下午，又稱「午後」。是指中午（或午餐時間）至傍晚（或下午5時）期間的時間段。從字面上來看，它是指中午過後的一段時間。

## 用詞
在一般定義上，下午是指中午至傍晚的時間段。若採用此一定義，一般只會在結束時間的具體定義上變動：中午為12：00，不過下午及傍晚皆沒一個很確切的定義。儘管傍晚所指的時間段沒有客觀的共識，但社會一般認為它始於5p.m.、6p.m.，或日落前的一段時間，即曙暮光出現的期間（由於日落和曙暮光出現的時間可因季節、緯度、時區等變數而出現變化，故定義可能有所衝突）。
在12至14世紀間字意出現變化以前，舊英語的中午是指現在人們所指的3p.m.。這一變化出現的潛在原因包括當時人們祈禱和進食的時間跟之後的人不同，因此他們對中午的定義也有不同，連帶下午所指的時段也比現在短。
已有證據顯示，英語的下午「afternoon」在1300年左右出現，它可分為「after」和「noon」兩部分；中古英语除了繼續使用「afternoon」外，亦出現了同義詞「aftermete」。在15-16世紀，標準短語為「at afternoon」，但之後慢慢轉變成「in the afternoon」。

## 活動
在下午期間，太陽的位置會從高峰慢慢下降——從天空的中心範圍移至距離中心較遠的西方。到了下午稍後時間，太阳光會變得特別明亮和刺眼，這是因為它與地面之間的角度變得較低。大多工業化地區的標準工時為9a.m.至5p.m.（或6p.m.），亦即從早上工作至下午稍後時間或傍晚，故此上班時間有一部分為下午。

## 對生物體的影響

### 激素與體溫
對於晝行性動物而言，早上會出現下降的血中皮質醇水平一般會於下午期間變得穩定，這種激素能增加血糖水平、促進代谢、在應付壓力中亦扮演重要角色。在下午，皮質醇水平跟相關的環境變化（與睡眠或日光無關）有較高的反應性。因此，研究者認為這段時間最適合研究壓力與激素的水平。植物的光合作用速率一般又以中午及下午早段為最高，因為期間太陽與地面之間的角度較高。玉米的全球大量種植對大氣中的二氧化碳水平產生了細微而又無害的影響，因為它們會在上述時間內進行光合作用，處理大量的二氧化碳，並在下午稍後時間和傍晚時分維持著較低的光合作用速率。
對於人類而言，體溫通常在下午中段至晚段升至一天內最高水平。但午餐後再接受身體機能測試的運動員的體溫跟之前在統計學上沒有顯著意義。一般建議工業化農場的所有者以坐西向東（或相反）的建築物來安置他們的牲畜，因為這一方位通常意味著東西兩側的牆壁更厚，更能適應下午稍後時間太陽與地面的銳角及猛烈的眩光。當動物覺得太熱時，他們有較大機會變得好戰，繁殖能力亦會降低。

### 警覺性

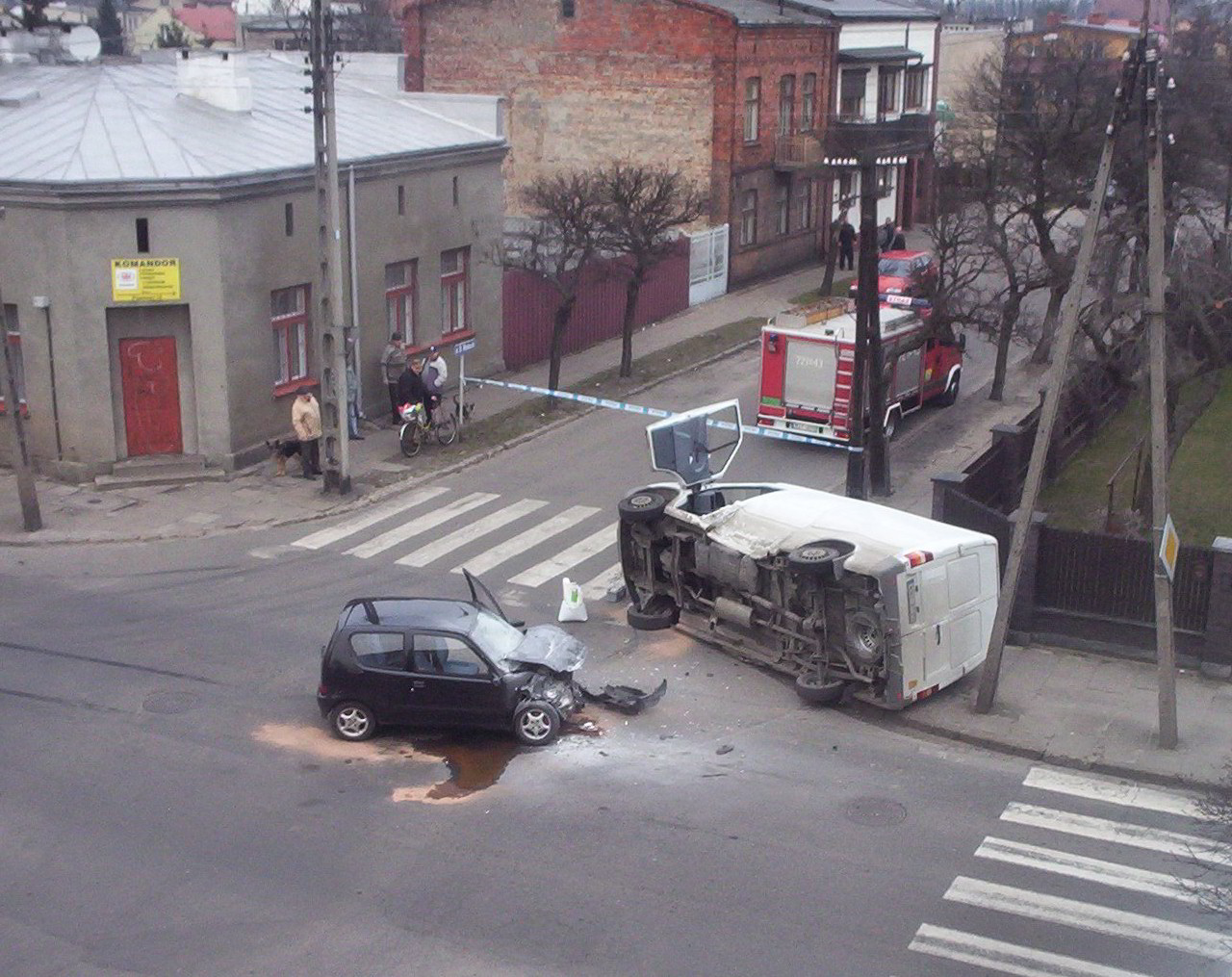
像上圖所示的車禍於下午期間最為常見，對於繁忙時間而言更是如此。

下午與人類認知表現和生產效率的下降有關，當中表現又以下午早段為最差。上述現象的其中一個表現就是車禍於下午早段最為常見。一項於1987年至1991年間在瑞典進行的研究顯示，車禍於下午5時左右發生得最多：約1600宗發生在下午5時，相比之下於下午4時及6時發生的分別各有約1000宗。這種趨勢的出現原因可能在於下午繁忙時間的流量變化，但與早上的繁忙時間相比，其升幅明顯較大。在芬兰，最常出現农业意外的時段為下午，當中又以九月的星期一下午出現意外的次數為多。
一位心理學教授以其學生作研究昼夜节律的對象，結果發現於早上考試者的成績較於下午考試者為佳。成績最差的則是於傍晚考試的。不過該些差異沒有顯著的統計學意義。1997年的四項研究測試了受試者於不同時段區分道路交通標誌的反應時間，結果發現與上午9時至中午12時組相比，下午3時至6時組的反應時間較長。四項研究皆出現這個趨勢。但一位英國研究者在統計過300000份A-level試卷後，沒發現考試成績有上下午之差。
人類的生產效率一般會在下午期間減少。與早上相比，發電廠於下午的電力生產量明顯下降，兩者之間於星期六出現最大差異，最小差異則出現在星期一。一項1950年代的研究以兩名女工為研究對象，研究為期六個月，結果發現她們的生產效率會於下午下降了13%，並發現下班前的1小時最沒生產效率。它的總結指該些差異主要來自休息及非生產性活動所耗費的時間。另一項較大型的研究發現，人們的生產效率會於下午出現較大幅度的下降。
但昼夜节律並非人人相同。一項在意大利及西班牙進行的研究先讓學生填寫調查表，然後按結果把他們排在清晨型-夜晚型量表上。最終結果接近正态分布。一天內不同時間的警覺性與問卷中的分數有顯著的相關性。所有類型的測試對象（清晨型、中間型、夜晚型）皆於下午2點到晚上8點擁有較高的警覺性，但在此時段之外，他們的警覺性與他們的分數相對應。

## 外部連結
- 维基共享资源上的相關多媒體資源：下午
- 维基词典中的词条「下午」